# Vicenta Siosi
Vicenta María Siosi Pino (San Antonio de Pancho, Manaure, La Guajira, Colombia, 29 de septiembre de 1965) es una periodista, maestranda en escrituras creativas de la Universidad Nacional de Colombia, docente, documentalista y activista de origen wayúu colombiana. Fue jefa de prensa de la Gobernación de La Guajira.

## Biografía
Nació en una de las rancherías ubicadas en el municipio Manaure, hija de madre wayúu del clan apshana y padre del clan Epieyu. Su niñez la vivió en el territorio materno, hasta que sus padres deciden trasladarla hacía Riohacha para que siguiera sus estudios, a la edad de ocho años. Posteriormente al iniciar el bachillerato en la institución la Divina Pastora, lugar desde donde comenzó a inclinarse hacia la carrera de comunicación social.
Se graduó como periodista en la Facultad de Periodismo de la Universidad de La Sabana. Más adelante se matricularía en la Universidad Jorge Tadeo Lozano para especializarse en Planeación Territorial. Conocimientos que le servirían para expresar las diversas temáticas que se exponen en sus libros y cuentos, además de colocarla como una de las primeras escritoras de origen indígena en representar a Colombia, y al pueblo wayuu en eventos internacionales, convirtiéndose en la imagen femenina de su etnia dedicada a conservar las narraciones y cuentos orales que perviven en la memoria histórica de su comunidad. Actualmente realiza una Maestría en Escritura Creativa en la Universidad Nacional.

## Trayectoria
Entre sus primeras publicaciones está Esa horrible costumbre de alejarme de ti, texto que se publicó con el apoyo de Francisco Justo Pérez van-Leenden cuando se desempeñó como rector de la Universidad de La Guajira en el año 1992. Desde entonces se ha dedicado a retratar y narrar la cotidianidad del pueblo wayuu a través de sus escritos. Narración que proviene de la oralidad y que se representa en la escritura a través de los textos que ha producido Vicenta Siosi. En 1995 se publica El honroso vericueto de
mi linaje también de la mano de la Universidad de la Guajira, y el cual posteriormente se incluye en el libro Etnoliteratura wayuu editado por la Universidad del Atlántico.
En 1995 gana el Premio-Beca de Colcultura con su documental “Fiesta de los embarradores de Riohacha”. En 1998 obtuvo una Mención de Honor en el concurso ENKA: Premio andino y Panamá de literatura infantil, por su novela corta: El dulce corazón de los piel cobriza. En el año 2000 ganó el Concurso Nacional de Cuento Infantil de Comfamiliar del Atlántico con la fábula La señora iguana, de la cual la revista argentina
“Cuatrogatos” dijo que era una candorosa poesía y el diario El Tiempo lo recomendó como un libro educativo y placentero. Está publicado por la editorial Norma. En 2004 la Dirección de Cultura de La Guajira publicó su cartilla bilingüe, producto de una larga investigación: Juegos de los niños wayuu.
En el año 2010 fue invitada al “Hay Festival” de Cartagena junto a 90 escritores de todo el mundo. Su conversatorio se llamó “Ficción wayuu”. Vicenta Siosi se encargó de redactar una carta para el presidente Juan Manuel Santos con el fin de evitar el desvío del río Ranchería, la misiva fue traducida a varios idiomas y expuesta al público al nivel mundial en defensa del único río para los wayúu. Siosi hace parte de los escritores de la antología: Mensaje indígena de agua libro editado en Norteamérica por una Ong ambientalista y que convocó las letras de indígenas de todo el mundo.
El libro Cerezas en verano, una compilación de nueve cuentos, fue editado por la Universidad del Valle en 2017 y publicado en danés en 2020, por la editorial Aurora Boreal de Dinamarca. La revista Siècle 21, tradujo al francés su cuento: El bebé duerme, y Latin America Literatura Today, tradujo al inglés su cuento: No he vuelto a escuchar los pájaros.
En el 2022 el Fondo Mixto de Cultura Guajira publicó la investigación Los agüeros wayuu. En el año 2019 representó la narración oral del pueblo wayuu en la Feria del Libro de Guadalajara, en el que también se le hizo un homenaje a los escritores indígenas de Latinoamérica, igualmente participó en la Feria del libro en España en el 2021. y en el Festival de Literatura Copenhague. Recientemente la Editorial Norma editó el cuento La señora Iguana en escritura braille.

## Libros
- Esa horrible costumbre de alejarme de ti, Universidad de La Guajira
- El honroso vericueto de mi linaje, Universidad de La Guajira
- El dulce corazón de los piel cobriza, Fondo Mixto de Cultura Guajira
- La Señora Iguana, Editorial Norma
- Juegos de los niños wayuu, Dirección de Cultura Guajira
- Danza de tortugas en el mar, Fondo Mixto de Cultura Guajira
- Cerezas en verano. Universidad del Valle
- Pedacito de tierra bonita, Fondo Mixto de Cultura
- Los agüeros wayuu, Fondo Mixto de Cultura Guajira